# Möckern
Möckern − miasto w Niemczech, w kraju związkowym Saksonia-Anhalt, w powiecie Jerichower Land. Czwarte co do powierzchni miasto w Niemczech, po Berlinie, Hamburgu i Gardelegen. Przez miasto przebiega droga krajowa B246.

## Dzielnice
| - Altengrabow - Bomsdorf - Brandenstein - Brietzke - Büden - Buschhäuser - Dalchau - Dörnitz - Dreibachen - Drewitz - Friedensau - Glienicke - Göbel - Grabow - Grätzer Hof - Groß Lübars - Hobeck - Hohenziatz | - Isterbies - Kähnert - Kalitz - Kampf - Klein Lübars - Klepps - Krüssau - Küsel - Loburg - Lübars - Lühe - Lütnitz - Lüttgenziatz - Magdeburgerforth - Möckern - Pabsdorf - Räckendorf - Reesdorf | - Riesdorf - Rietzel - Rosian - Rottenau - Schweinitz - Stegelitz - Theeßen - Tryppehna - Wahl - Waldrogäsen - Wallwitz - Wendgräben - Wörmlitz - Wüstenjerichow - Zeddenick - Zeppernick - Ziegelsdorf - Ziepel |

## Współpraca
Miejscowość partnerska:
- Dassel, Dolna Saksonia
- Ostbevern, Nadrenia Północna-Westfalia (kontakty utrzymuje dzielnica Loburg)